# Frankfurter Lebensversicherung
Die Frankfurter Lebensversicherung war ein deutsches Lebensversicherungsunternehmen mit SItz in Frankfurt am Main. Das 1844 gegründete Unternehmen gehörte zeitweise zur Frankfurter Allgemeine Versicherung und ging im Zuge des FAVAG-Skandals 1929 in der Allianz und Stuttgarter Lebensversicherung auf.

## Geschichte
1844 gründete sich in Frankfurt die Frankfurter Lebensversicherungsgesellschaft, die im folgenden Jahr erstmals Lebensversicherungspolicen zeichnete. Das Unternehmen vertrieb verschiedenste Produkte inklusive der Kapitallebensversicherung, Risikolebensversicherung und Rentenversicherung. 1911 gründete die Frankfurter Allgemeine Versicherung eine Lebensversicherungstochter, die im selben Jahr mit dem Unternehmen zur Frankfurter Lebensversicherung AG fusionierte. Dabei wurde ein Teil des Lebensversicherungsgeschäfts via Rückversicherung von der FAVAG mit abgesichert. Aufgrund einer Interessen- und Verwaltungsgemeinschaft wurde Paul Dumcke Vorstandsvorsitz beider Unternehmen, Johann Jacques Mouson übernahm bis zu seinem Tod im Juni 1915 parallel den Aufsichtsratsvorsitz in den Schwestergesellschaften wahr.
1920 erwarb die FAVAG die in Darmstadt ansässige Rentenanstalt und Lebensversicherungsbank sowie die in Dresden residierende Sächsische Lebensversicherung, die jeweils als Zweigniederlassungen der Frankfurter Lebensversicherung angegliedert wurden. Im folgenden Jahr wurde die Lebensversicherungsbank Kosmos aus Zeist sowie das Deutschlandgeschäft der Nationale-Nederlanden übernommen. Nachdem der Versicherungsverein Karlsruher Lebensversicherung im Zuge der Hyperinflation in Deutschland und auf Schweizer Risiken laufende Versicherungen in Schwierigkeiten geraten war, gründete die FAVAG eine Aktiengesellschaft gleichen Namens und übernahm in der Folge das Versicherungsgeschäft, die fortan als eigenständige Schwestergesellschaft unter dem Dach der FAVAG agierte. Im folgenden Jahr kamen die Preußische Lebensversicherung sowie die Berlinische Lebens-Versicherungs Gesellschaft als weitere Konzerngesellschaft im Lebensversicherungsbereich hinzu, die zur Vereinigte Berlinische-Preußische Lebensversicherung fusioniert wurden. Zudem gehörte die Nürnberger Lebensversicherung mehrheitlich zur FAVAG-Gruppe. 1924 verzeichnete die Frankfurter Lebensversicherung Umsatzerlöse von 10,15 Milliarden Reichsmark.
Im Sommer 1929 kam es bei der Konzernmutter FAVAG aufgrund der Berichterstattung über Unregelmäßigkeiten und versicherungsfremde Geschäfte zu einer Sonderprüfung der Internen Revision, die die Vorwürfe bestätigten und letztlich zum Zusammenbruch des weitgestreckten Konzern führten. Die zu diesem Zeitpunkte zweitgrößte Versicherungsgruppe Deutschlands wurde vom Marktführer Allianz und Stuttgarter Verein, der 1927 aus der Fusion der Allianz mit dem Stuttgarter Verein entstanden war, unter Unterstützung der Münchener Rück als zentrales Rückversicherungsunternehmen übernommen. Während im Sachversicherungsbereich mit der Neue Frankfurter Allgemeine Versicherung eine Auffanggesellschaft – mit insbesondere Kurt Schmitt als Vorstandsvorsitzender des Allianz und Stuttgarter Verein, Max Georgii als Aufsichtsratsvorsitzender des Versicherers sowie Wilhelm Kißkalt als Vorstandsvorsitzender der Münchener Rück als Aufsichtsratsmitglieder – zur Übernahme des Portfolios gegründet wurde und die bestehende Gesellschaft bis 1933 liquidiert wurde, wurde die Frankfurter Lebensversicherung unter Aufhebung der Niederlassungen und Einstellung des Auslandsgeschäfts nach Zahlung eines Kaufpreises von 1,8 Milliarden Reichsmark auf die Allianz Lebensversicherung verschmolzen. Bei einer Revisionsprüfung der Lebensversicherungsgesellschaft hatte sich gezeigt, dass diese nicht von den Vorwürfen betroffen war, jedoch kam es im Zuge der Wertverluste bei der FAVAG zu Abschreibungen auf die internen Verflechtungen. Durch die Übernahme erhöhte sich der Bestand an Verträgen bei der Allianz und Stuttgarter Lebensversicherung auf 495.136 Verträge bei einer Versicherungssumme von 2,8 Milliarden Reichsmark zum Jahresende 1929, ohne die Übernahme der Frankfurter Lebensversicherung wären 374.914 Verträge mit 2,2 Milliarden Reichsmark Versicherungssumme verzeichnet worden.
Die weiteren Lebensversicherungsbeteiligungen wurden zwischen Allianz und Stuttgarter Verein einerseits und der Münchener Rück andererseits bei Beibehaltung von Kreuzverflechtungen als jeweiliger Mehrheitsaktionär aufgeteilt: So gingen zum Beispiel die Vereinigte Berlinerische und Preußische Lebensversicherung sowie die Karlsruher Lebensversicherung mehrheitlich an die Allianz, die Beteiligung an der Nürnberger Lebensversicherung an die Münchener Rück.